# NGC 4863
NGC 4863 је лентикуларна галаксија у сазвежђу Девица која се налази на NGC листи објеката дубоког неба.
Деклинација објекта је - 14° 1' 46" а ректасцензија 12h 59m 42,5s. Привидна величина (магнитуда) објекта NGC 4863 износи 13,7 а фотографска магнитуда 14,6. NGC 4863 је још познат и под ознакама MCG -2-33-81, PGC 44650.